# Einfeldia storai
Einfeldia storai är en tvåvingeart som först beskrevs av Maurice Emile Marie Goetghebuer och Lenz 1954.  Einfeldia storai ingår i släktet Einfeldia och familjen fjädermyggor. Inga underarter finns listade i Catalogue of Life.